# 771 î.Hr.
Milenii: Mileniul al II-lea î.Hr. - Mileniul I î.Hr. - Mileniul I
Secole: Secolul al IX-lea î.Hr. - Secolul al VIII-lea î.Hr. - Secolul VII î.Hr.
Decenii: Anii 820 î.Hr. Anii 810 î.Hr. Anii 800 î.Hr. Anii 790 î.Hr. Anii 780 î.Hr. - Anii 770 î.Hr. - Anii 760 î.Hr. Anii 750 î.Hr. Anii 740 î.Hr. Anii 730 î.Hr. Anii 720 î.Hr.
Ani: 776 î.Hr. 775 î.Hr. 774 î.Hr. 773 î.Hr. 772 î.Hr. - 771 î.Hr. - 770 î.Hr. 769 î.Hr. 768 î.Hr. 767 î.Hr. 766 î.Hr.

## Nașteri
- Romulus, unul dintre cei doi fondatorii tradiționali ai Romei.